# Gnathostomula karlingi
Gnathostomula karlingi är en djurart som tillhör fylumet käkmaskar, och som beskrevs av Riedl 1971. Gnathostomula karlingi ingår i släktet Gnathostomula och familjen Gnathostomulidae. Inga underarter finns listade i Catalogue of Life.